# Gemeinderats- und Bürgermeisterwahlen in Kärnten 2009

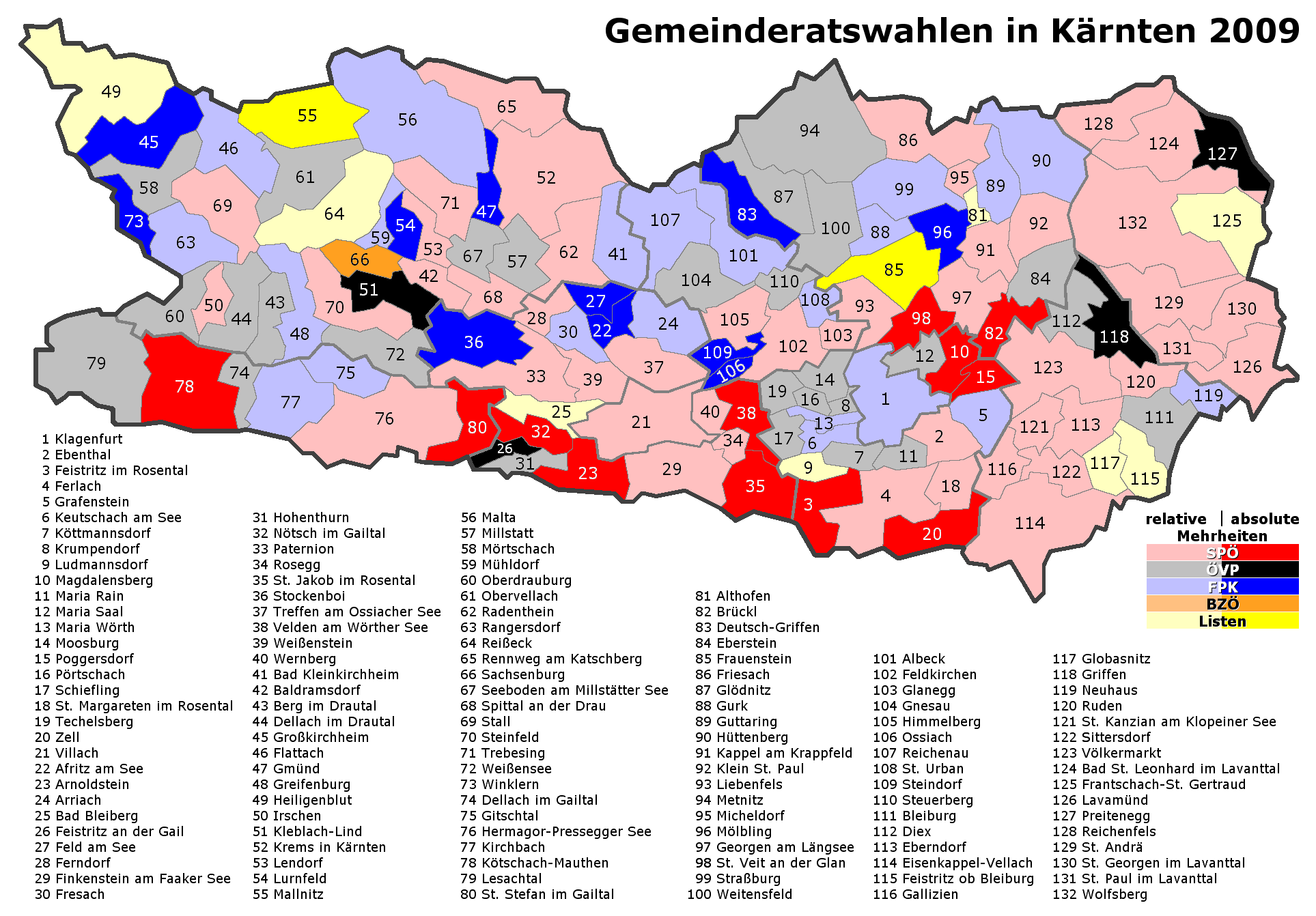
Mehrheiten nach den Gemeinderatswahlen 2009 in Kärnten

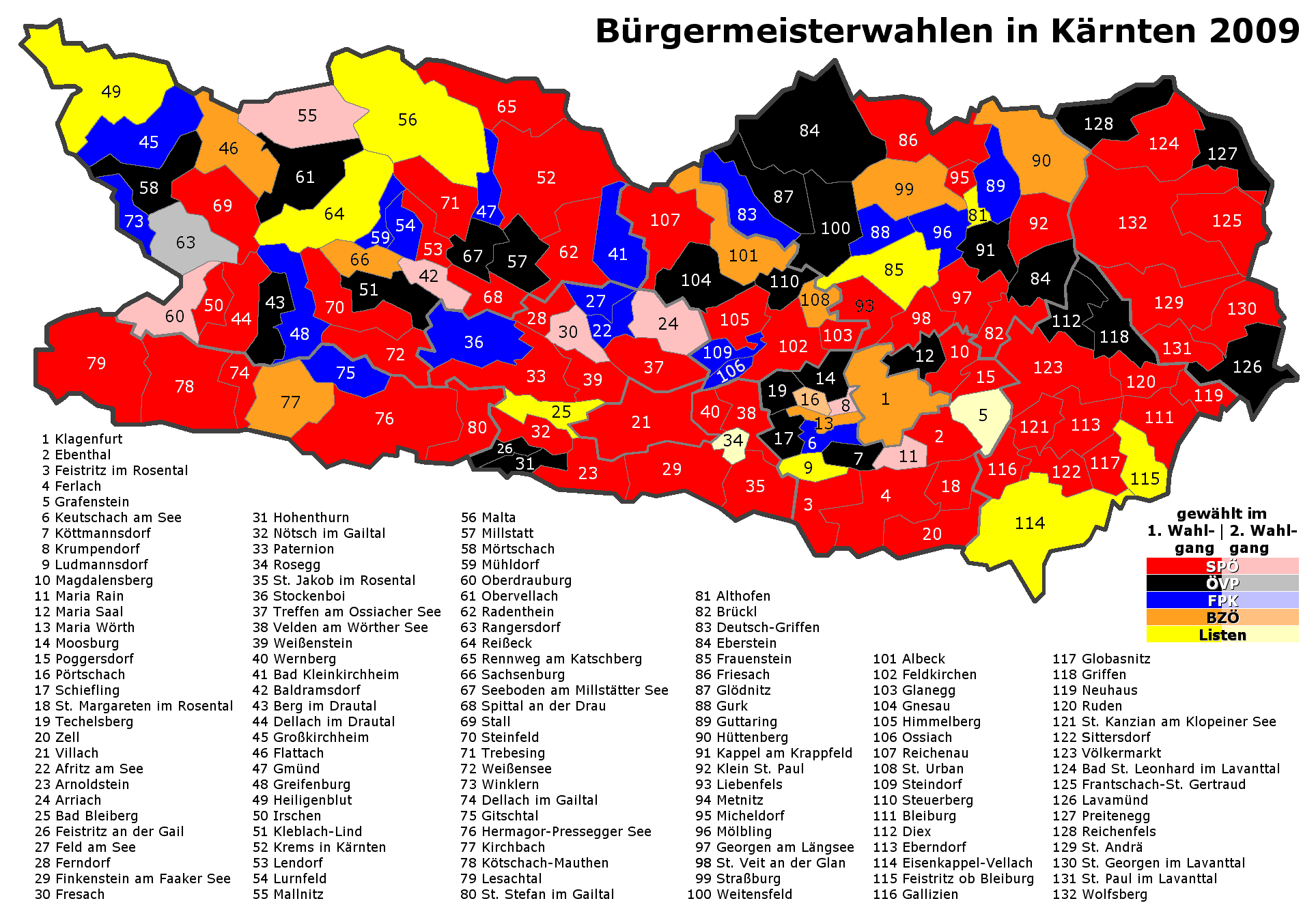
Bürgermeisterwahlen 2009 in Kärnten einschließlich der Ergebnisse der Stichwahlen

Die Gemeinderats- und Bürgermeisterwahlen in Kärnten 2009 fanden am 1. März 2009 statt und wurden gleichzeitig mit der Landtagswahl 2009 durchgeführt.

## Voraussetzungen

### Ausgangslage
Aus den Gemeinderats- und Bürgermeisterwahlen 2003 war die SPÖ als klarer Sieger hervorgegangen. Sie hatte 46,4 % der Stimmen erzielt und damit 5,9 Prozentpunkte hinzugewinnen können. Die FPÖ hatte stark verloren und war mit Verlusten von 6,9 Prozentpunkten nur noch auf 19,1 % der Stimmen gekommen. Die ÖVP hatte mit 1,2 Prozentpunkten einen leichten Stimmenzuwachs verzeichnen können und mit 23,5 % die FPÖ überholt, während die sonstigen Parteien 10,6 % (−0,5 Prozentpunkte) erzielten. Die KPÖ erreichte mit 0,38 % der Stimmen ein Plus von 0,32 Prozentpunkten. Durch ihr Wahlergebnis konnte die SPÖ 1.145 Gemeinderäte stellen, die ÖVP erreichte 628 Gemeinderäte, die FPÖ 507. Bei den Bürgermeisterdirektwahlen errang die SPÖ 2003 70 Bürgermeisterposten, die ÖVP konnte 26 Bürgermeister stellen. Die 21 Bürgermeister der FPÖ wechselten im Zuge der Parteispaltung zum BZÖ, 15 weitere Bürgermeister wurden von Namenslisten gestellt.
Bei der Gemeinderatswahl 2009 traten neben der SPÖ, der ÖVP und dem BZÖ die FPÖ in 30 und die Grünen in 23 Gemeinden an. In zwei Gemeinden (Keutschach und Velden) traten die Grünen mit der Enotna Lista an, die auf eine Kandidatur bei der Landtagswahl verzichtete. Die Enotna Lista kandidierte in 21 Gemeinden im zweisprachigen Gebiet.

### Wahlrecht
Bei den Gemeinderats- und Bürgermeisterwahlen 2009 waren alle Personen wahlberechtigt, die am Tag der Wahl das 16. Lebensjahr vollendet hatten, nicht vom Wahlrecht ausgeschlossen waren, am Stichtag, dem 27. Dezember 2008, über eine österreichische Staatsbürgerschaft verfügten und ihren Hauptwohnsitz in Kärnten hatten. Nach dem Wählerverzeichnis waren somit insgesamt 443.449 Personen wahlberechtigt. Hinzu kamen 14.120 EU-Bürger, die auf kommunaler Ebene ebenfalls das Wahlrecht besaßen. Dem passiven Wahlrecht lagen dieselben Kriterien zugrunde, jedoch mussten Kandidaten für die Gemeinderats- und Bürgermeisterwahlen am Tag der Wahl bereits das 18. Lebensjahr vollendet haben. Das Wahlalter für die Landtags-, Gemeinderats- und Bürgermeisterdirektwahl war erst im Juli 2008 durch eine Wahlrechtsreform von 18 auf 16 Jahre gesenkt worden.

### Wahlgang
Durch die Wahlrechtsreform 2008 ermöglicht das Kärntner Wahlrecht auch die vorzeitige Stimmabgabe und die Briefwahl. Die Wahlberechtigten sind dadurch in der Lage, ihre Stimme bereits am 20. Februar abzugeben. Die Kärntner Gemeinde sind dabei verpflichtet, zumindest ein Wahllokal für mindestens zwei Stunden zu öffnen. Mittels Briefwahl können die Kärntner Wahlberechtigten bis spätestens 25. Februar schriftlich oder bis spätestens 26. Februar mündlich eine Wahlkarte bei der Hauptwohnsitzgemeinde beantragen. Die Briefwahl ist dabei vom Inland als auch vom Ausland aus möglich, wobei die Wahlkarte für die Landtagswahl bis spätestens 9. März bei der jeweiligen Bezirkswahlbehörde einlangen muss.
Für die Gemeinderats- und Bürgermeisterwahlen wurde jeweils ein gelber amtlicher Stimmzettel ausgegeben, der in ein gelbes Kuvert gesteckt werden musste. Neben der Stimme für eine Partei konnten Wahlberechtigte bei der Gemeinderatswahl auch bis zu drei Vorzugsstimmen vergeben, wobei eine gültige Vorzugsstimme nur an einen Kandidaten der gewählten Partei möglich war.